# Староста (Польша)

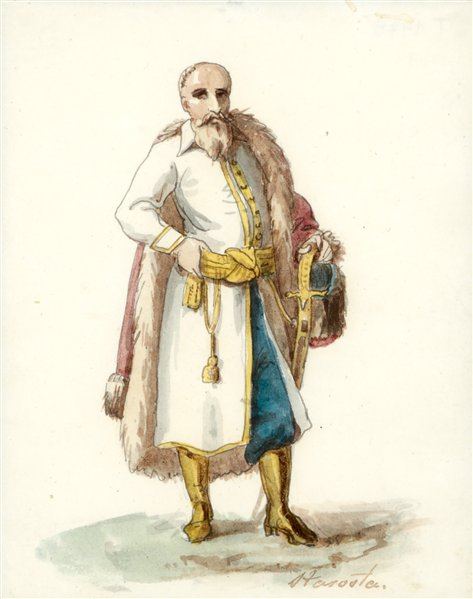
Канут Русецкий. Староста. 1823 год.

Староста (пол. starosta) — должностное лицо в Польше, возглавляющее повят и являющееся главой его самоуправления.
Староста в Польской республике на должность выбирается советом повята (пол. rada powiatu). Всего в Польской республике 314 старост, по числу имеющихся в государстве сельских повятов (городские повяты возглавляет бурмистр или президент города).

## История
С XIV века во времена Польской короны и позже на территории Малой Польши в составе Польско-литовской республики до конца XVIII века, староста был королевским чиновником, например польский украинский староста которые были назначены казацкими гетманами (например староста хмельницкий Предслав Лянцкоронский, староста Евстафий Ружинский, староста черкасский Евстафий Дашкович).
Различались несколько видов старост:
- Главный или генеральный староста[2] (Starosta Generalny) — административный чиновник особой территориальной единицы: представитель короля или великого герцога или же непосредственно сама персона, то есть должность администрации в королевстве, или княжестве. Ранее XVI столетия в ведении местных генеральных старост находились наёмные войска, позже в роли их постоянных главных начальников появляются гетманы[3].
- Городской староста (Starosta Grodowy) — глава повята, отвечающий за финансы, полицию и суды, также ответственный за исполнение судебных приговоров, например староста брацлавский и винницкий[4], в нынешнее время соответствует губернатору, главе города.
- Негородской староста (Starosta Niegrodowy) — ответственный за административные единицы Польского королевства, например мелкие города, или крупные поселения (не являлись административным центром региона, или повята).

Старосты избирались на сеймиках — поголовных собраниях шляхты.
В 1918—1939 и 1944—1950 годах староста был главой повята, подчиняющийся воеводе. После административной реформы 1999 года старостой считается глава повята, избранный советом повята.